# Gagrellula granulata
Gagrellula granulata is een hooiwagen uit de familie Sclerosomatidae.